# Decalaj de producție

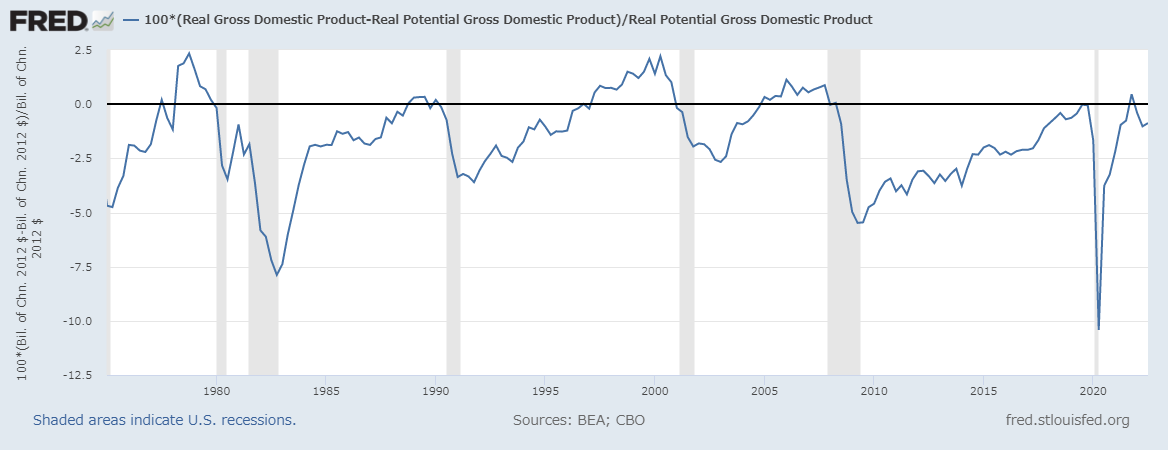
Decalajul PIB-ului SUA de la 1975 până în prezent.

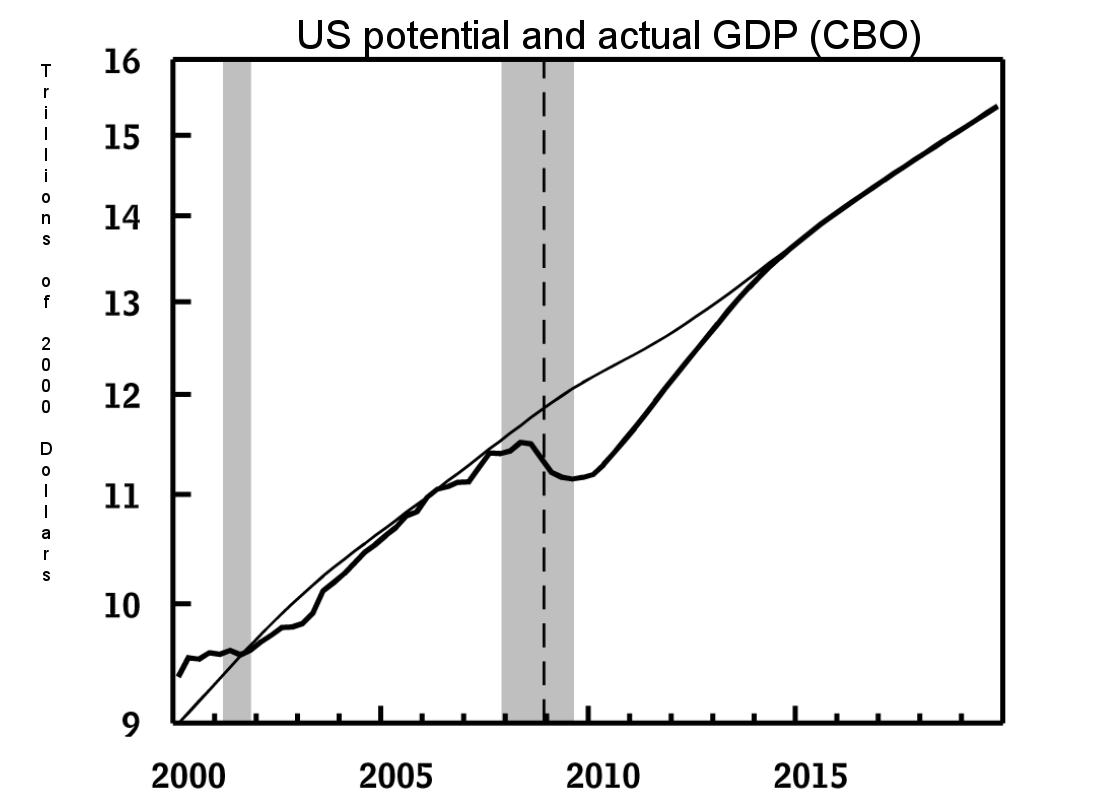
Estimările PIB-ului potențial (linie subțire) și real (linie groasă) ale SUA, conform Biroului Bugetului al Congresului din ianuarie 2009. Diferența dintre cele două indică decalajul PIB-ului.

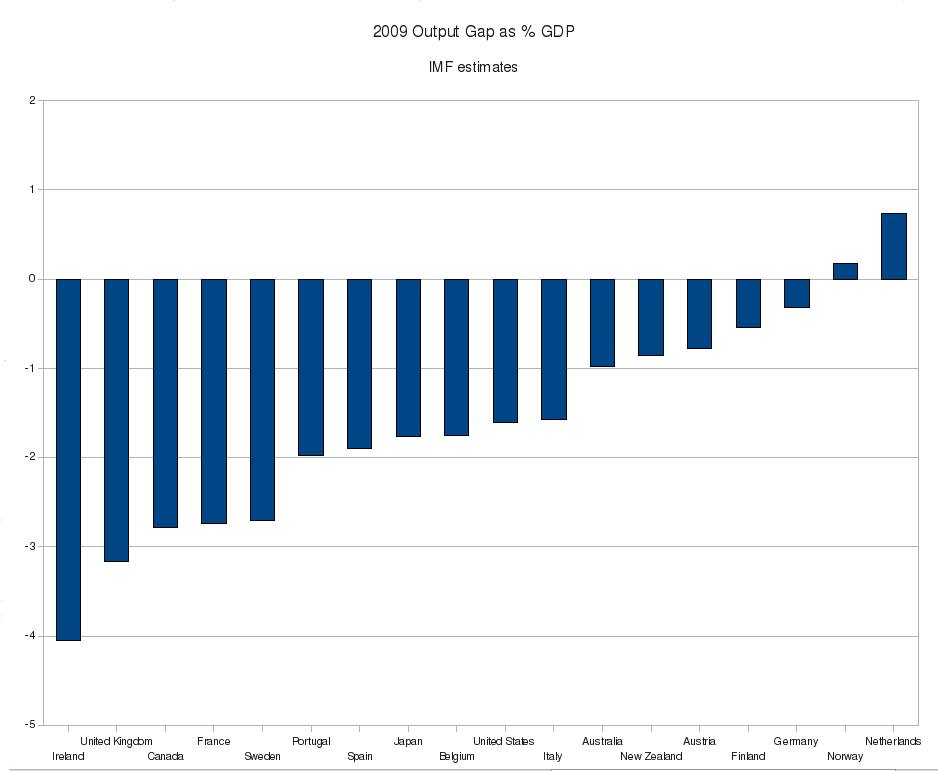
Estimările FMI ale decalajelor de producție din 2009 ca procent din PIB, pe țară.

Decalajul de producție sau decalajul PIB-ului reprezintă diferența dintre PIB-ul efectiv și PIB-ul potențial, având scopul de a evalua poziția economică actuală în cadrul ciclului economic. Măsura decalajului de producție este utilizată pe larg în politica macroeconomică, în special în contextul respectării reglementărilor fiscale ale Uniunii Europene. Decalajul PIB-ului este o noțiune frecvent criticată, în principal datorită faptului că PIB-ul potențial nu este o variabilă direct observabilă, fiind adesea estimat pe baza datelor istorice ale PIB-ului, ceea ce poate conduce la erori sistematice de subestimare. Aceste critici sunt relevante, întrucât estimările incorecte ale PIB-ului potențial pot influența politici fiscale și monetare, afectând deciziile privind stimulente economice sau măsuri de austeritate.

## Calculul decalajului de producție
Calculul decalajului de producție este exprimat prin formula (Y–Y*)/Y*, unde Y reprezintă PIB-ul efectiv și Y* reprezintă PIB-ul potențial. Dacă acest calcul produce un rezultat pozitiv, se numește decalaj inflaționist și sugerează că ritmul de creștere al cererii agregate depășește creșterea ofertei agregate, posibil generând inflație. Dacă rezultatul este negativ, se numește decalaj recesionist, indicând posibilitatea deflației.
Decalajul PIB-ului exprimat procentual este calculat prin formula: diferența dintre PIB-ul efectiv și PIB-ul potențial, împărțită la PIB-ul potențial.
{\displaystyle {\frac {{\mbox{PIB}}_{efectiv}-{\mbox{PIB}}_{potential}}{{\mbox{PIB}}_{potential}}}\times 100} .
De exemplu, datele din februarie 2013 ale Biroului de Buget al Congresului arătau că Statele Unite aveau un decalaj estimat al producției pentru 2013 de aproximativ 1 trilion de dolari, echivalent cu aproape 6% din PIB-ul lor potențial.
Folosind aproximarea {\displaystyle \ln(1+x)\approx x}, se obține următoarea ecuație:
{\displaystyle {\begin{aligned}{\frac {{\mbox{PIB}}_{efectiv}-{\mbox{PIB}}_{potential}}{{\mbox{PIB}}_{potential}}}&\approx \ln \left(1+{\frac {{\mbox{PIB}}_{efectiv}-{\mbox{PIB}}_{potential}}{{\mbox{PIB}}_{potential}}}\right)\\&=\ln({\mbox{PIB}}_{efectiv})-\ln({\mbox{PIB}}_{potential})\end{aligned}}}

## Legea lui Okun: relația dintre decalajul PIB-ului și șomaj
Legea lui Okun se bazează pe analiza de regresie a datelor din Statele Unite, care evidențiază o corelație între șomaj și decalajul PIB-ului. Legea lui Okun poate fi formulată astfel: pentru fiecare creștere de 1% a șomajului ciclic (rata actuală a șomajului – rata naturală a șomajului), decalajul PIB-ului va scădea cu β%.
%Decalaj PIB = −β x %Șomaj ciclic
Aceasta poate fi exprimată și sub următoarea formă:
{\displaystyle {\frac {{\mbox{PIB}}_{efectiv}-{\mbox{PIB}}_{potential}}{{\mbox{PIB}}_{potential}}}=-\beta (u-{\bar {u}})}
unde:
- u reprezintă rata actuală a șomajului
- ū reprezintă rata naturală a șomajului
- β este o constantă derivată din regresie, care reflectă legătura dintre deviațiile față de PIB-ul potențial și șomajul natural. β > 0.

## Consecințele unui decalaj mare de producție
Un decalaj persistent și semnificativ al PIB-ului are consecințe grave asupra pieței muncii, potențialului economic pe termen lung al unei țări și finanțelor publice. În primul rând, cu cât decalajul PIB-ului persistă mai mult, cu atât mai mult va subperformanta piața muncii, întrucât un decalaj al PIB-ului indică faptul că lucrătorii care ar dori să muncească sunt inactivi, deoarece economia nu funcționează la capacitatea maximă. Exemplul pieței muncii din Statele Unite este clar, având în vedere rata șomajului din octombrie 2013 de 7,3%, comparativ cu o rată medie anuală de 4,6% în 2007, înainte ca recesiunea să lovească economia.
În al doilea rând, cu cât un decalaj semnificativ al PIB-ului persistă mai mult, cu atât mai multe daune vor fi aduse potențialului pe termen lung al economiei prin fenomenul denumit „efecte de istereză”. Practic, lucrătorii și capitalul care rămân inactivi pe perioade lungi din cauza unei economii care operează sub capacitatea sa pot provoca daune pe termen lung atât lucrătorilor, cât și economiei în general. Efectele de istereză se referă la daunele persistente cauzate de perioadele de inactivitate economică, care afectează negativ abilitățile lucrătorilor și capacitatea lor de a se reintegra pe piața muncii, chiar și după ce economia își revine. De exemplu, cu cât șomerii rămân mai mult timp fără loc de muncă, cu atât abilitățile lor profesionale și rețelele de contacte pot suferi o atrofie, făcându-i mai greu de angajat. În cazul Statelor Unite, acest fenomen este deosebit de relevant, având în vedere că rata șomajului de lungă durată — adică ponderea celor șomeri mai mult de șase luni — era de 36,9% în septembrie 2013. De asemenea, o economie subperformantă poate duce la reducerea investițiilor în domenii cu beneficii pe termen lung, cum ar fi educația și cercetarea-dezvoltarea, ceea ce limitează potențialul de creștere economică pe termen lung.
În al treilea rând, un decalaj persistent și semnificativ al PIB-ului poate avea efecte negative asupra finanțelor publice. Acest lucru se datorează parțial faptului că o economie în dificultate și o piață a muncii slabă reduc veniturile fiscale, întrucât lucrătorii șomeri sau subangajați plătesc mai puține impozite pe venit sau deloc. În plus, o incidență mai mare a șomajului implică o creștere a cheltuielilor publice pentru programele de protecție socială (în Statele Unite, acestea includ asigurările de șomaj, tichetele de masă, Medicaid și programul de Asistență Temporară pentru Familiile Nevoiașe). Reducerea veniturilor fiscale și creșterea cheltuielilor publice amplifică deficitele bugetare. Cercetările arată că pentru fiecare dolar de PIB al Statelor Unite care se îndepărtează de la PIB-ul potențial, deficitele bugetare ciclice ale Statelor Unite cresc cu 37 de cenți.

## Controversa privind măsurarea decalajului PIB-ului de către UE
Calculul decalajului PIB-ului efectuat de Comisia Europeană a fost puternic criticat de o serie de academicieni și centre de cercetare, într-o mare măsură susținută de Robin Brooks⁠(d), economistul-șef al prestigiosului institut Institute of International Finance⁠(d) (Institutul de Finanțe Internaționale), care a lansat o „campanie împotriva calculelor decalajului PIB-ului considerate nefundamentate”. Criticile aduse Comisiei Europene se concentrează în principal pe complexitatea și contradicțiile metodologiei utilizate (care este, de fapt, cea propusă de experții din cadrul „Grupului de Lucru pentru Decalajul PIB-ului”, un grup tehnic ce consiliază instituțiile europene, și aprobată de miniștrii de finanțe în cadrul întâlnirilor ECOFIN). Criticii susțin că metodologia utilizată duce la calcularea unor indici ai decalajului PIB-ului excesiv de pro-ciclici, adică care amplifică fluctuațiile economice, și, în anumite cazuri, poate produce rezultate greu de acceptat, în special în cazul Italiei, unde calculul decalajului PIB-ului ar putea să nu reflecte realitatea economică.
În septembrie 2019, mai mulți oficiali de rang înalt ai Comisiei Europene, inclusiv Directorul General al DG ECFIN, domnul Marco Buti, au redactat un articol comun în care au respins aceste critici, apărarea lor concentrându-se pe argumentul că metodologia utilizată este bazată pe analize econometrice riguroase și evaluări tehnice fundamentate. Cu toate acestea, criticii au declarat că rămân neconvinsi de argumentele Comisiei, considerând că aceasta poate conduce la decizii politice eronate în gestionarea economiilor naționale.